# Horst von Engerth
Horst Freiherr von Engerth (* 13. Juni 1914 in Marburg an der Drau; † 18. Oktober 2003) war ein deutsch-österreichischer Maschinenbauingenieur und Brauwissenschaftler. Er war Rektor der Technischen Hochschule München und der Hochschule der Bundeswehr München.

## Leben
Freiherr von Engerth wurde 1914 als Sohn des Obersts Eduard von Engerth geboren. Er besuchte die Volksschule in Salzburg und absolvierte 1931 das Abitur an der Bundesrealschule Salzburg. Danach studierte er Maschinenbau an der Technischen Hochschule München (Diplom-Ingenieur, 1936). Von 1936 bis 1938 war er als Konstrukteur in der Automobilindustrie und im Anschluss als Kfz-Sachverständiger beim TÜV tätig. Von 1938 bis 1945 wurde er zur Wehrmacht eingezogen. Nach Rückkehr aus der Kriegsgefangenschaft war er zunächst am Institut für Maschinenwesen und Energiewirtschaft der Brauerei tätig. Er studierte Brauereiwesen in Weihenstephan (Diplom-Braumeister 1948). 1952 wurde er zum Dr. agr. promoviert. Er war Mitglied des Corps Makaria München und des Corps Frankonia Brünn zu Salzburg.
1954 wurde er Extraordinarius und ab 1961 o. Professor für Maschinenbau und Energiewirtschaft der Brauerei. 1956/58 und 1965/66 war er Dekan der Fakultät für Brauwesen der TU München. Von 1968 bis 1970 war er Rektor und von 1970 bis 1972 Prorektor der Hochschule. Von 1970 bis 1974 stand er der Bayerischen Rektorenkonferenz vor. 1973 wurde er Mitglied des Gründungsausschusses der Hochschule der Bundeswehr München. Von 1974 bis 1982 war er Präsident der Hochschule der Bundeswehr München. Von 1970 bis 1991 saß von Engerth im Bayerischen Senat. In dieser Zeit gehörte er dem Finanz- und Haushaltsausschuss, dem Ausschuss für Kulturpolitik und dem Hauptausschuss an. Außerdem war er Mitglied der Bayerischen Landesstiftung. Von Engerth war verheiratet und Vater einer Tochter.

## Ehrungen
- 1972: Bayerischer Verdienstorden
- 1976: Bundesverdienstkreuz 1. Klasse
- 1980: Großes Bundesverdienstkreuz
- 1986: Ehrensenator der Universität der Bundeswehr München
- Oskar-von-Miller-Plakette des Deutschen Museums
- Ehrenmitglied des Verbandes ehemaliger Weihenstephaner
- Ehrenmitglied des Deutschen Brau- und Malzmeisterbundes